# Joop Boomsma
Joop Boomsma (Rottevalle, 4 augustus 1945 – Leeuwarden, 4 april 2018) was een Nederlands schrijver, dichter, toneelschrijver en autodidact. Tevens was hij drievoudig winnaar van de Rely Jorritsmapriis, een Friese Literatuurprijs. Hij heeft voornamelijk in het Fries gepubliceerd en is vooral bekend vanwege zijn misdaadromans en -verhalen.

## Biografie

### Jeugd
Joop Boomsma is de zoon van Siebe en Wytske Boomsma, hij werd geboren in Rottevalle, in de gemeente Smallingerland en had één oudere zuster, Ieke. Op vier jarige leeftijd verhuisde het gezin naar het dorp Surhuisterveen in de gemeente Achtkarspelen tegen de provinciale grens met Groningen omdat zijn vader daar aan de slag kon in de fabriek. Aldaar krijgt hij nog twee jongere zusters erbij, Hilly en Geke.

### Kweekschool en verkeersongeluk
Begin jaren '60 gaat Boomsma naar de Rijkskweekschool in Drachten en ontwikkelt hier zijn liefde voor het Fries. Tevens leert hij hier Jenny Eppinga kennen met wie hij later in oktober 1967 in het huwelijk is getreden waarna zij samen in Gorredijk gingen wonen. Zij trouwden primair vanwege het hogere soldij dat werd uitbetaald aan getrouwde dan aan vrijgezelle mannen. Boomsma wist dat hij opgeroepen zou worden voor zijn dienstplicht. Uiteindelijk is dit toch niet doorgegaan omdat hij in december 1967 door een verkeersongeval met de auto, als bijrijder, tegen een boom klapte. Doordat hij meerdere botbreuken opliep was hij maanden uit de roulatie.

### Eerste Friestalige publicatie
Tijdens zijn revalidatie legde hij zich toe op het lezen van moderne en historische Friestalige literatuur en leerde zo zichzelf om in het Fries te schrijven. Boomsma werd tijdens een literaire avond in Gorredijk, voorgesteld aan schrijver Freark Dam die hem vroeg wat werk toe te sturen voor het Friestalig cultureel maandblad De Strikel waarvan hij eindredacteur was. Dit werd zijn eerste officiële Friestalige publicatie.

### Docent, journalist en schrijversschap
In augustus 1968 kon Boomsma aan de slag als docent in het Zuid-Hollandse dorp Gouderak, dat tegenwoordig onderdeel is van de gemeente Krimpenerwaard. Na slechts twee jaar was hij leraar Nederlands aan de Willem de Zwijger-Mavo in Gouda. Al die tijd blijft hij woonachtig in Gouderak en daar worden ook zijn zoon Jelmer (1970) en dochter Marrit (1973) geboren. In de tussentijd publiceert Boomsma proza en poëzie in Friestalige media zoals: De Strikel, Trotwaer, Sonde, Alternatyf, Fersefariaasje en via de telefoon spreekt hij gedichten in op Operaesje Fers. Daarnaast schreef hij voor lokale kranten zoals: Holland Silhouet en De Havenloods. Tevens onderhoudt hij een warme correspondentie met theoloog en dichter Fokke Sierksma met wie hij van 1974 tot en met 1977 brieven wisselden over de Friese literatuur.

### Terug naar Friesland
Boomsma kreeg het dermate druk en reisde frequent heen en weer tussen Goudrak en Friesland dat hij samen met zijn gezin zich in 1975 vestigde in Leeuwarden alwaar hij een positie had verkregen aan Mavo Nijlân. Echter de daarop volgende lente vertrok het gezin naar het dorp Menaldum ten noordwesten van Leeuwarden. Boomsma werd actief in de redactie van Operaesje Fers, hij was druk met het organiseren van poëzieavonden waar hij ook zelf aan meedeed en schreef voor diverse tijdschriften. Toen zijn kinderen het huis uitgingen om te studeren wilde Boomsma zich gaan toeleggen op het schrijven van langere misdaadromans. In 1996 kreeg Boomsma een lichte herseninfarct waarvan hij volledig herstelde, doch sedert die tijd is hij het rustiger aan gaan doen.

### Overlijden
Op woensdag 4 april 2018 is Boomsma, door een niet-gespecificeerde oorzaak, overleden te Leeuwarden. Joop Boomsma is 72 jaar oud geworden.

## Publicaties

### Poëzie
- 1969: Frysk om utens (Fries in den vreemden)
- 1970: Multipleks (Multiplex)
- 1972: Ierlitte (Aderlaten)
- 1975: Wetter, stien en sân (Water, steen en zand)
- 1976: Peteareboek (Gesprekkenboek)
- 1986: Waskje op mendje (Wassen op maandag)
- 2009: De klaai is griis novimber (De klei is grijs november)

### Proza
- 1974: Dunnik en oar proasa (Dunnik en andere prosa)
- 1988: Ien foar de wraak (Eén voor de wraak)
- 1989: Kwea jild (Kwaad geld)
- 1998: Yn reek ferlein (Een rijk verleden)

### Verhalenbundels
- 1991: Fryske misdiedferhalen (Friese misdaadverhalen) (verscheiden auteurs)
- 1992: Picasso, lêste wurk (Picasso, laatste werk)
- 1994: Knyflok en reidmannen en oare misdiedferhalen (Ontploffingen en pijlen en andere misdaadverhalen) (diverse auteurs)

### Novelle
- 1994: In frou mei ljochtblauwe eagen (Een vrouw met lichtblauwe ogen)

### Allerlei
- 1979: Earnst en koartswyl (Ernst en kortswijl)
- 1981: Is frede wier itselde… (Is vrede echt hetzelfde...)
- 2001: Skriuwersdeiboek (Schrijversdagboek)
- 2006: Om fan dit lân te hâlden (Om van dit land te houden)
- 2008: Boomsma bliuwt omt jo dat wolle (Boomsma blijft omdat u dat wilt)

### Toneel
- 1987: Ik en ús heit (Ik en m'n pa)
- 1989: De oefenromte (De oefenruimte)
- 1989: Skoalleferhaal (Schoolverhaal)
- 1989: Ik en m'n pa (vertaling van Ik en ús heit)
- 1989: De oefenruimte (vertaling van De oefenromte)
- 1989: Schoolverhaal (vertaling van Skoalleferhaal)
- 1996: Tuskenoere (Tussenuur)
- 1996: Tussenuur (vertaling van Tuskenoere)

## Prijzen
- Rely Jorritsmapriis
  - 1970: voor het verhaal Ik en ús heit (Ik en m'n pa)
  - 1970: voor het gedicht Al wer in nije dei (Alweer een nieuwe dag)
  - 1973: voor het gedicht Yn it skaad fan in iperenbeam (In de schaduw van een iep)